# متوسط المسافة بين الجسيمات
متوسط المسافة بين الجسيمات (بالإنجليزية: Mean inter-particle distance) هو مصطلح لوصف المسافة بين الجسيمات المجهرية (عادةً الذرات أو الجزيئات) في البنية المِجْهرية.

## الالتباس
من الاعتبارات العامة بأن متوسط المسافة بين الجسيمات يتناسب مع المقاس لكل حجم جسيمي {\displaystyle 1/n}
{\displaystyle \langle r\rangle \sim 1/n^{1/3}}
حيث {\displaystyle n=N/V} هي كثافة الجسيمات؛ باستثناء بعض الحالات البسيطة نموذج الغاز المثالي، فإن الحسابات الدقيقة لعامل التناسب مستحيلة التحليل. لذلك، غالبًا ما تُستخدم التعبيرات التقريبية. وأحد هذه التقديرات هو نصف قطر وغنر وَستز
{\displaystyle \left({\frac {3}{4\pi n}}\right)^{1/3}}
والذي يتوافق مع نصف قطر كرة لها لكل حجم جسيمي {\displaystyle 1/n}، وأحد التعريفات المشهورة الأخرى هو:
{\displaystyle 1/n^{1/3}}
والذي يوافق طول حافة مكعب مع كل حجم جسيمي {\displaystyle 1/n}، التعريفان يختلفان بعامل يساوي تقريبًا {\displaystyle 1.61}
- «الطاقة الوضعية: تتناسب مع المسافة الداخلية بين الجسيمات r مرفوعة للقوة n» (نظرية فيريال)
- «المسافة بين الجسيمات أكبر بكثير من الطول الموجي الحراري لموجة دي برولي» (الحركة الحرارية)